# Taça Governador do Estado de São Paulo
A Taça Governador do Estado de São Paulo mais conhecida como Taça Governador do Estado, foi criada originalmente em 1976 pela Federação Paulista de Futebol para substituir o Torneio Laudo Natel, e premiar clubes que se destacavam em todas as divisões do futebol paulista. A partir do ano seguinte, esse nome apenas designou o campeão do 2º turno dos Campeonatos Paulista de 1977, 1981, 1982 e 1985, aos moldes do que acontece no Rio de Janeiro, com a Taça Guanabara e a Taça Rio, mas não teve grande continuidade. Posteriormente, essa nomenclatura foi usada para torneios amistosos ou troféus simbólicos.

## Campeões
Taça Governador do Estado de São Paulo (Competição Oficial da FPF)
| Ano  | Campeão     | Observações                                                              |
| ---- | ----------- | ------------------------------------------------------------------------ |
| 1976 | Portuguesa  | A competição foi disputada no sistema de pontos corridos em turno único. |
| 1977 | Corinthians | Campeão do 2º Turno do Campeonato Paulista de 1977.                      |
| 1980 | São Paulo   | Campeão do 2º Turno do Campeonato Paulista de 1980.                      |
| 1981 | São Paulo   | Campeão do 2º Turno do Campeonato Paulista de 1981.                      |
| 1982 | São Paulo   | Campeão do 2º Turno do Campeonato Paulista de 1982.                      |
| 1985 | São Paulo   | Campeão do 2º Turno do Campeonato Paulista de 1985.                      |

Taça Governador do Estado de São Paulo (Torneio Nacional)
| Ano  | Campeão   | Observações                                                              |
| ---- | --------- | ------------------------------------------------------------------------ |
| 1980 | São Paulo | A competição foi disputada no sistema de pontos corridos em turno único. |

Copa Governador do Estado de São Paulo (Troféu ofertado pela FPF como segundo prêmio da competição)
| Ano  | Campeão   | Observações                                                        |
| ---- | --------- | ------------------------------------------------------------------ |
| 1991 | São Paulo | Troféu Secundário pela conquista do Campeonato Paulista de 1991.   |
| 1992 | São Paulo | Troféu Secundário pela conquista do Campeonato Paulista de 1992.   |
| 2006 | São Paulo | Troféu Secundário pela conquista do Campeonato Brasileiro de 2006. |
| 2007 | São Paulo | Troféu Secundário pela conquista do Campeonato Brasileiro de 2007. |